# Mar de núvols

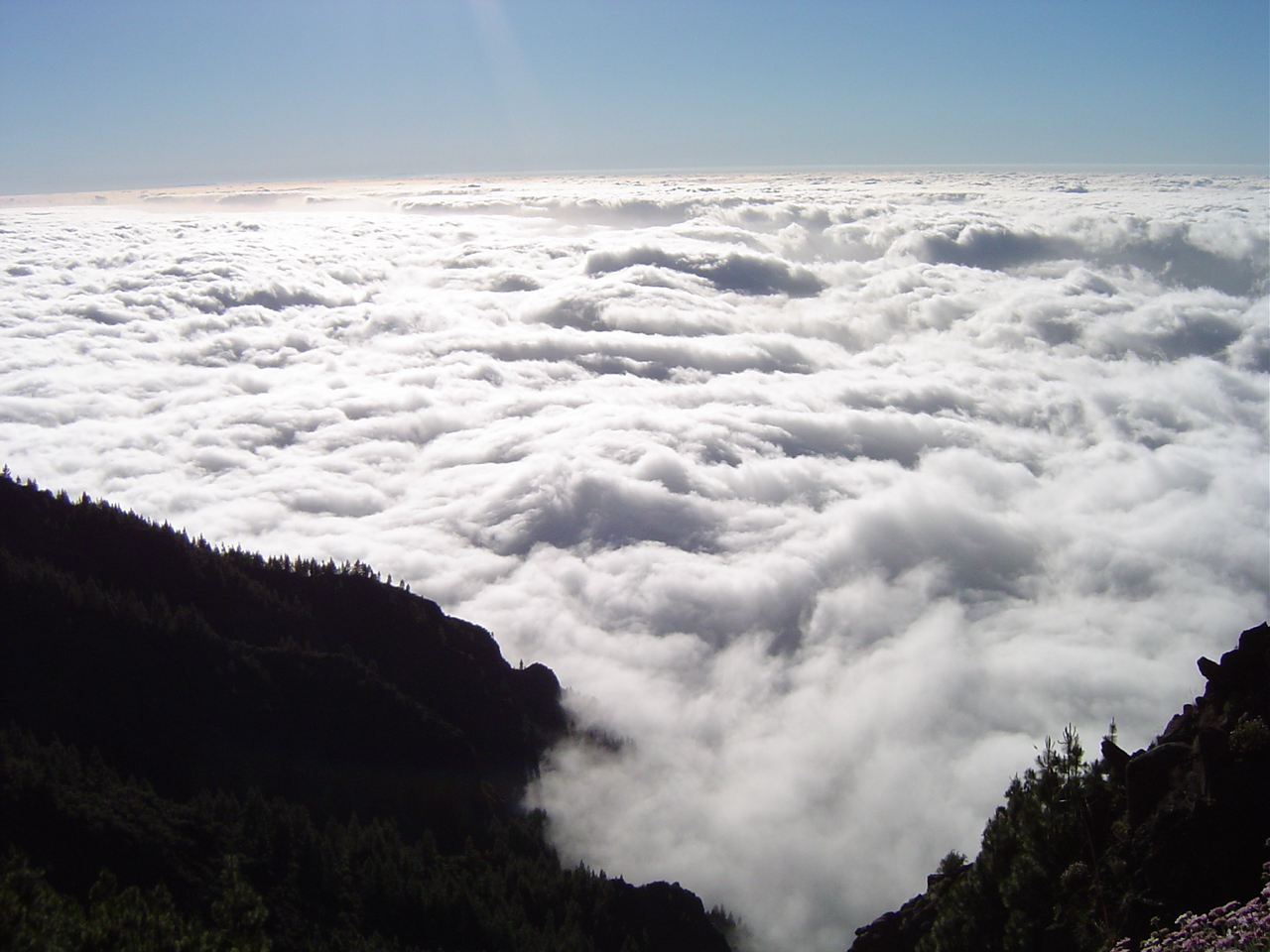
Mar de núvols a l'illa de Tenerife

Una mar de núvols és una acumulació horitzontal d'estratocúmulus a baixa altura (aproximadament entre 500 i 1.500 m), causada per vents marítims carregats d'humitat en el seu sector inferior. Això explica el fenomen de la inversió tèrmica, gràcies al qual es registren temperatures més altes sobre la cota dels 1.500 m que en el tram inferior cobert per la mar de núvols.
A una certa altura i en determinats períodes del dia, la mar de núvols adquireix una tonalitat lleument blavosa, i els excursionistes menys acostumats la confonen amb la mar i suposen, erròniament, que es troben a una altitud inferior a la real.